# What If (Kate Winslet)
What If is een nummer van de Britse actrice Kate Winslet uit 2001. Het nummer is speciaal opgenomen voor de soundtrack van de animatiefilm Christmas Carol: The Movie, waarin Winslet de stem van het personage Belle inspreekt.
Het lied won het OGAE-songfestival in 2002.
Het nummer is een ballad die over het thema van de film gaat; personage Belle bezingt haar verdriet over het einde van de relatie tussen haar en Scrooge en vraagt zich af wat er mis was gegaan. "What If" werd een grote hit op de Britse eilanden en in het Duitse en Nederlandse taalgebied. Het bereikte de 6e positie in het Verenigd Koninkrijk, de 3e in de Nederlandse Top 40 en de nummer 1-positie in de Vlaamse Ultratop 50. Winslet heeft nadien geen muziek uitgebracht, omdat ze naar eigen zeggen geen muzikale carrière voor ogen had.

## Tracklist
| Nr. | Titel                                                 | Schrijver(s)                        | Extra                                                                             | Duur |
| --- | ----------------------------------------------------- | ----------------------------------- | --------------------------------------------------------------------------------- | ---- |
| 1.  | What If (volledige versie)                            | Steve Mac, Wayne Hector             |                                                                                   | 4:06 |
| 2.  | The Coventry Carol (uitgevoerd door The Tiffin Choir) | Pageant of the Shearmen and Taylors |                                                                                   | 4:26 |
| 3.  | What If (filmversie)                                  | Steve Mac, Wayne Hector             |                                                                                   | 1:49 |
| 4.  | What If (videoclip)                                   | Steve Mac, Wayne Hector             | geregisseerd door Paul Donnellon en geproduceerd door Chris Horton en Iain Harvey | 4:01 |

## Credits en personeel
Credits zijn overgenomen van de UK-Europese verbeterde CD-single liner notes.
Studios
- Opgenomen bij Air Lyndhurst en Rokstone Studios (Londen, Engeland)

Personeel
- Kate Winslet – zang
- Steve Mac – songwriting, productie
- Wayne Hector – songwriter
- Chris Laws – engineering
- Matt Howe – engineering
- Daniel Pursey – engineering assistent
- Jason Bell – hoesfotografie
- The Red Room – hoesontwerp
- Graeme Perkins – muziekbegeleider voor de soundtrack van Christmas Carol: The Movie

## Ronny V coverversie
De Nederlandse diskjockey en producer Ronald Vos bracht, onder de naam Ronny V, een EDM-versie van "What If" uit op 28 maart 2006 in de Verenigde Staten. De zangpartijen werden door Nanda Philipse, de zangeres van de Nederlandse gothic metal band Infinite Dawn, voor haar rekening genomen.

### Tracklist
| Nr. | Titel                                      | Schrijver(s)            | Extra                        | Duur |
| --- | ------------------------------------------ | ----------------------- | ---------------------------- | ---- |
| 1.  | What If (Radio Edit)                       | Steve Mac, Wayne Hector |                              | 3:40 |
| 2.  | What If (Gert-Jan Goudkuil Radio Mix)      | Steve Mac, Wayne Hector |                              | 3:52 |
| 3.  | What If (Extended Mix)                     | Steve Mac, Wayne Hector |                              | 5:48 |
| 4.  | What If (Gert-Jan Goudkuil Extended Remix) | Steve Mac, Wayne Hector |                              | 5:33 |
| 5.  | What If (Kamansi Akoustik Piano Version)   | Steve Mac, Wayne Hector | Remix door Marc van den Hurk | 3:50 |